# An Pierlé
An Miel Mia Pierlé (Deurne, 13 december 1974) is een Belgische (Vlaamse) zangeres, pianiste en actrice.

## Biografie
In 1996 brak ze door in Vlaanderen door haar deelname aan Humo's Rock Rally, waar ze Are 'Friends' Electric? van Tubeway Army coverde. Ze strandde in de finale. Het duurde nog drie jaar voordat ze een eigen album, "Mud Stories", uitbracht, met twaalf nummers enkel bestaande uit piano (zowel akoestisch als elektrisch) en zang. In 2002 volgde een tweede album "Helium Sunset", dat muzikaal totaal verschilde van haar debuutalbum. Hoewel er ook gitaren en drums aan te pas kwamen, bleef de piano toch sterk aanwezig. Pierlé brak internationaal door (vooral in Nederland en Frankrijk) en een lange tourperiode volgde. Na vier jaar kwam in 2006 een titelloos album uit onder de naam "An Pierlé & White Velvet". Met deze naamsverandering wilde Pierlé nadrukken dat ze niet langer een singer-songwriter, maar een frontvrouw van een band was.
Haar begeleidingsband (White Velvet) bestaat uit Koen Gisen (gitaar) en tevens haar vaste partner, Klaas Delvaux (cello en basgitaar), Tom Wolf (akoestische gitaar), Dominique Vantomme (keyboard) en Peter de Boschere (drums). In 2006 ontving ze een ZAMU-award voor beste zangeres van het jaar.
Pierlé verleende ook haar stem aan enkele andere bands. Zo zong ze, onder andere, mee op de track "Broken" van Die Anarchistische Abendunterhaltung op hun plaat "We Need New Animals".

## Discografie

### Albums
| Album met hitnotering(en) in de Vlaamse Ultratop 200 albums | Datum van verschijnen | Datum van binnenkomst | Hoogste positie | Aantal weken | Opmerkingen       |
| ----------------------------------------------------------- | --------------------- | --------------------- | --------------- | ------------ | ----------------- |
| Mud stories                                                 | 08-10-1999            | 16-10-1999            | 14              | 22           |                   |
| Helium sunset                                               | 22-02-2002            | 02-03-2002            | 7               | 10           |                   |
| An Pierlé & White Velvet                                    | 05-05-2006            | 13-05-2006            | 5               | 29           | met White Velvet  |
| Hinterland                                                  | 22-10-2010            | 30-10-2010            | 31              | 4            | met White Velvet  |
| Strange Days                                                | 18-02-2013            | 23-02-2013            | 9               | 19           |                   |
| Le tout nouveau testament                                   | 28-08-2015            | 12-09-2015            | 139             | 1            | soundtrack        |
| Arches                                                      | 22-04-2016            | 30-04-2016            | 44              | 11           |                   |
| Clusters                                                    | 12-05-2017            | 20-05-2017            | 69              | 5            |                   |
| Sylvia                                                      | 2019                  |                       |                 |              | An Pierlé Quartet |
| Wiga Wiga                                                   | 2021                  |                       |                 |              | An Pierlé Quartet |
| Ultimate Survival                                           | 2025                  |                       |                 |              | An Pierlé Quartet |

### Singles
| Single met hitnotering(en) in de Vlaamse Ultratop 50 | Datum van verschijnen | Datum van binnenkomst | Hoogste positie | Aantal weken | Opmerkingen                                      |
| ---------------------------------------------------- | --------------------- | --------------------- | --------------- | ------------ | ------------------------------------------------ |
| Toverdrank                                           | 03-10-2011            | 29-10-2011            | tip9            | -            | met Guido Belcanto / Nr. 10 in de Radio 2 Top 30 |
| Such a shame                                         | 01-10-2012            | 23-02-2013            | tip61           | -            |                                                  |
| Strange days                                         | 11-02-2013            | 06-04-2013            | tip88           | -            |                                                  |

### Ep's
- 2000: Tower
- 2002: Live Jetset with Orchestra
- 2013: Strange Ways

## Prijzen en nominaties
De belangrijkste:
| Jaar | Prijs              | Categorie        | Film                      | Uitslag  |
| ---- | ------------------ | ---------------- | ------------------------- | -------- |
| 2016 | Magritte du cinéma | Beste filmmuziek | Le Tout Nouveau Testament | Gewonnen |